# Smolaki
Smolaki (ros. Смоляки) – wieś (ros. деревня, trb. dieriewnia) w zachodniej Rosji, w osiedlu wiejskim Czistikowskoje rejonu rudniańskiego w obwodzie smoleńskim.

## Geografia
Miejscowość położona jest nad rzeką Bobrowka, 6 km od przystanku kolejowego Lelekwinskaja, 2 km od drogi federalnej R120 (Orzeł – Briańsk – Smoleńsk – granica z Białorusią), 23,5 km od centrum administracyjnego osiedla wiejskiego (Czistik), 29 km od centrum administracyjnego rejonu (Rudnia), 37 km od Smoleńska.

## Demografia
W 2010 r. miejscowości nikt nie zamieszkiwał.

## Historia
W czasie II wojny światowej od lipca 1941 roku wieś była okupowana przez hitlerowców. Wyzwolenie nastąpiło w październiku 1943 roku.
Uchwałą z dnia 20 grudnia 2018 roku w skład jednostki administracyjnej Czistikowskoje weszły wszystkie miejscowości (w tym Smolaki) zlikwidowanego osiedla wiejskiego Smoligowskoje.